# Ian Haugland

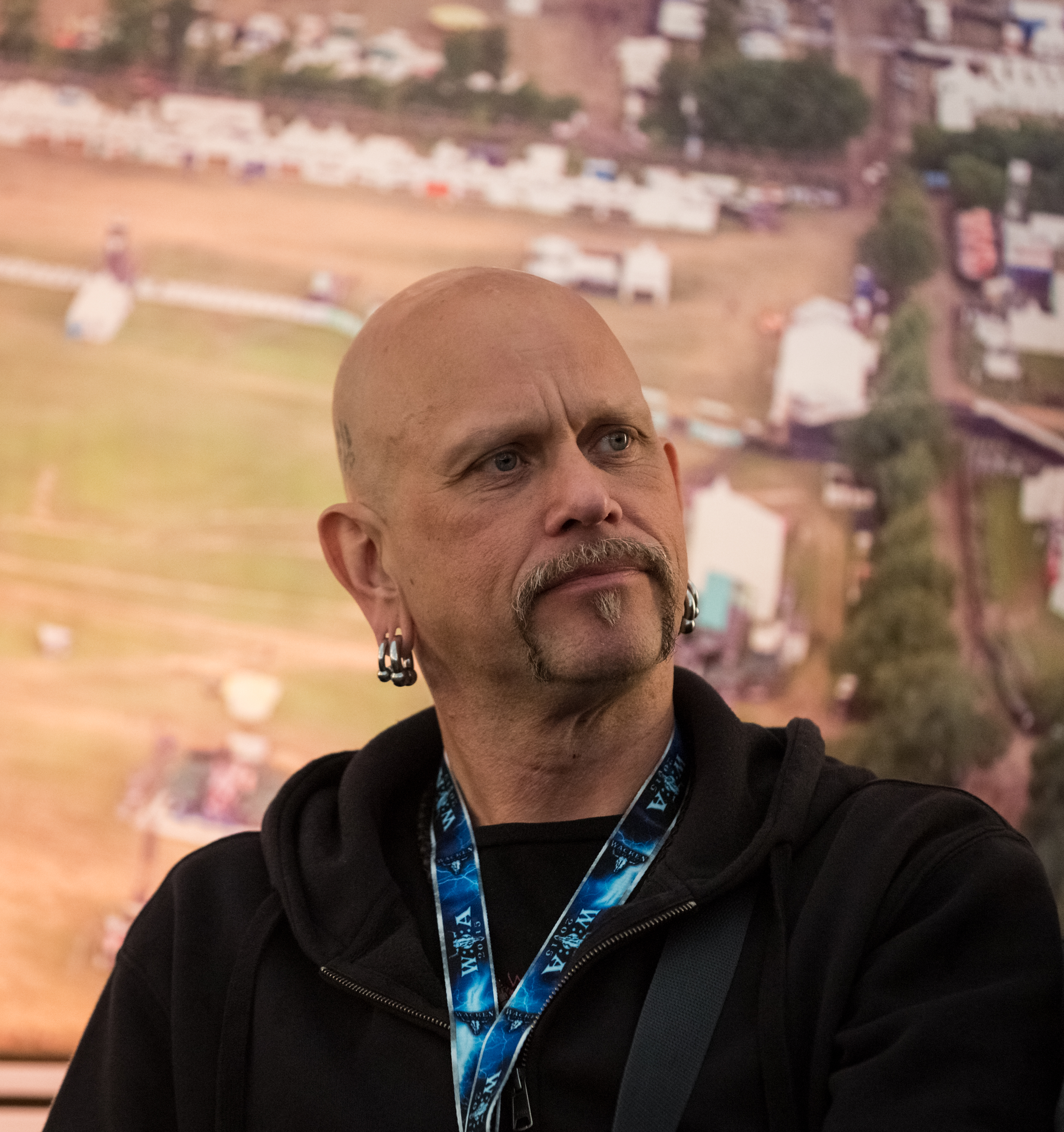
Ian Haugland

Ian Haugland (officiellt Jan-Håkan Haugland), född 13 augusti 1964 i Storslett, Nordreisa, Norge, är en norsk-svensk rocktrummis.
Haugland intresse för trummor väcktes 1976 när han hörde trummisen Cozy Powell spela trummor på albumet Rising med bandet Rainbow. Året därpå fick Haugland sitt första trumset.
Ian Haugland ersatte Tony Reno som trummis i bandet Europe år 1984, och är sedan dess alltjämt (2023) bandets trummis. Haugland har även genom åren medverkat på inspelningar med ett stort antal andra artister, till exempel Glenn Hughes, Nordman, Tone Norum och Thore Skogman.
Haugland hörs under vardagskvällar på radiostationen Rockklassiker.

## Diskografi
Europe
- The Final Countdown (1986)
- Out of This World (1988)
- Prisoners in Paradise (1991)
- Start from the Dark (2004)
- Secret Society (2006)
- Last Look at Eden (2009)
- Bag of Bones (2012)
- War of Kings (2015)
- Walk the Earth (2017)

Övriga artister
- Baltimoore - The Best of Baltimoore
- Baltimoore - Thought for Food
- Brains Beat Beauty - First Came Moses, Now This...
- Brazen Abbot - Bad Religion
- Brazen Abbot - Eye of the Storm
- Brazen Abbot - Guilty as Sin
- Brazen Abbot - Live and Learn
- Candlemass - Dactylis Glomerata
- Clockwise - Nostalgia
- Clockwise - Naïve
- Glenn Hughes - Burning Japan Live
- Glenn Hughes - From Now On...
- Trilogy - Lust Provider
- R.A.W. - First
- R.A.W. - Now We're Cookin'
- Last Autumn's Dream - Last Autumn's Dream
- Nikolo Kotzev's Nostradamus - Nostradamus
- Niva - No Capitulation
- Ozzified: Ozzy Osbourne Tribute
- Peter Jezewski - Swedish Gold
- Sha-Boom - FIIIRE: The Best of Sha-Boom
- Ten 67 - Rock 'n' Roll Allright
- Thore Skogman - Än är det drag
- Thore Skogman - Thore Goes Metal
- Tone Norum - One of a Kind
- Totte Wallin - M M M Blues (och lite country)